# Tafari Toney
Pour les articles homonymes, voir Toney.
Tafari Toney, né le 15 novembre 1986 à Brooklyn (État de New York), aux États-Unis, est un joueur anglais de basket-ball. Il évolue au poste de pivot.

## Carrière en club
- Newcastle Eagles (BBL, 2008-2009)
- Sheffield Sharks (BBL, 2009-2010)
- Mersey Tigers (BBL, 2011-2011)
- Étoile de Charleville-Mézières (NM1 puis Pro B, 2011-2013)
- Sorgues Basket Club (NM1, 2013-2014)
- Grand Avignon Sorgues Basket (NM1, 2014-2015)